# 小行星8228
小行星8228（英語：8228）是一颗围绕太阳公转的小行星。1996年12月22日，北京天文台施密特CCD小行星计划在兴隆县发现了此天体。
这颗小行星的绝对星等为231.96080等。